# شمیووو (استان اشوی‌داشکسیه)
شمیووو (به لهستانی: Śmiłów) یک منطقهٔ مسکونی در لهستان است که در گمینا اوژاروو واقع شده‌است.